# Danilo Lončarič
Danilo Lončarič, slovenski politik, * 20. maj 1976, Maribor.
Rodil se je v Mariboru, odraščal pa v Makolah, kjer je obiskoval tudi osnovno šolo. Maturiral je na Prvi gimnaziji Maribor in se nato vpisal na študij javne uprave na Fakulteti za upravo v Ljubljani in diplomiral leta 2005. Leta 2012 je na Fakulteti za državne in evropske študije pridobil še znanstveni naziv magister znanosti. Sprva je bil zaposlen v družinskem podjetju, nato pa na Občini Slovenska Bistrica. Kasneje je delal na slovenjebistriškem in mariborskem centru za socialno delo. 15. oktobra 2021 je postal vršilec dolžnosti direktorja Urada Republike Slovenije za demografijo.
Dodatno se je večkrat usposabljal na področju vzgoje, izobraževanja in socialnega varstva, opravljeno ima tudi šolo za ravnatelje. Je operativni gasilec, prostočasno se ukvarja s športom. Aktivno govori angleško in nemško.